# عباس‌کلا (چالوس)
عباس کلا، روستایی است از توابع بخش مرکزی شهرستان چالوس در استان مازندران ایران.

## جمعیت
این روستا در دهستان کلارستاق غربی قرار دارد و براساس سرشماری مرکز آمار ایران در سال ۱۳۸۵، جمعیت آن ۵۶۲ نفر (۱۵۴خانوار) بوده‌است. مردم عباس کلا از قومیت طبری هستند. مردم عباس کلا به زبان طبری با گویش چالوسی سخن می‌گویند.